# Детский сад

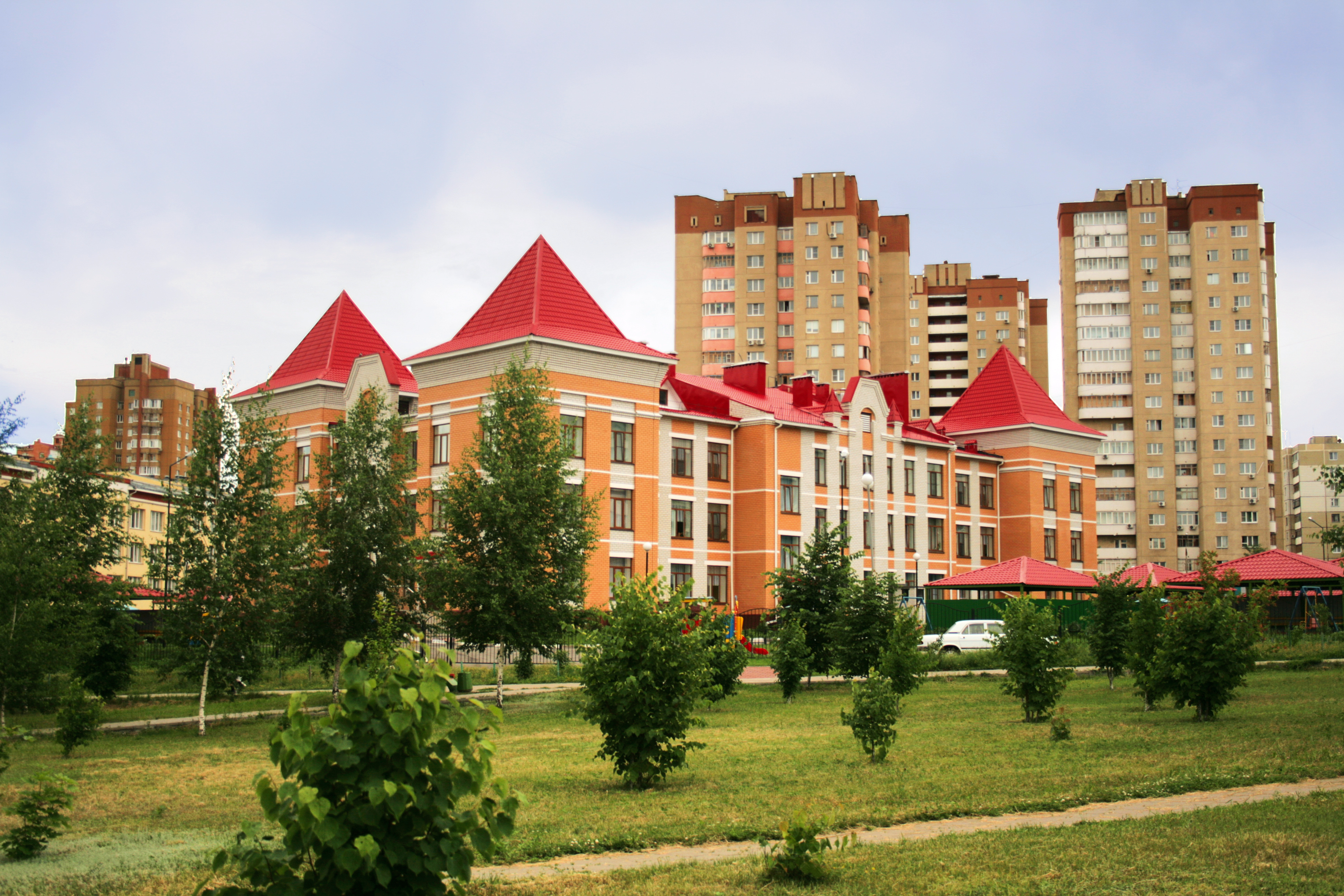
Здание Детского сада №20 «Калинка» Россия, Старый Оскол, мкр.Восточный, д.52

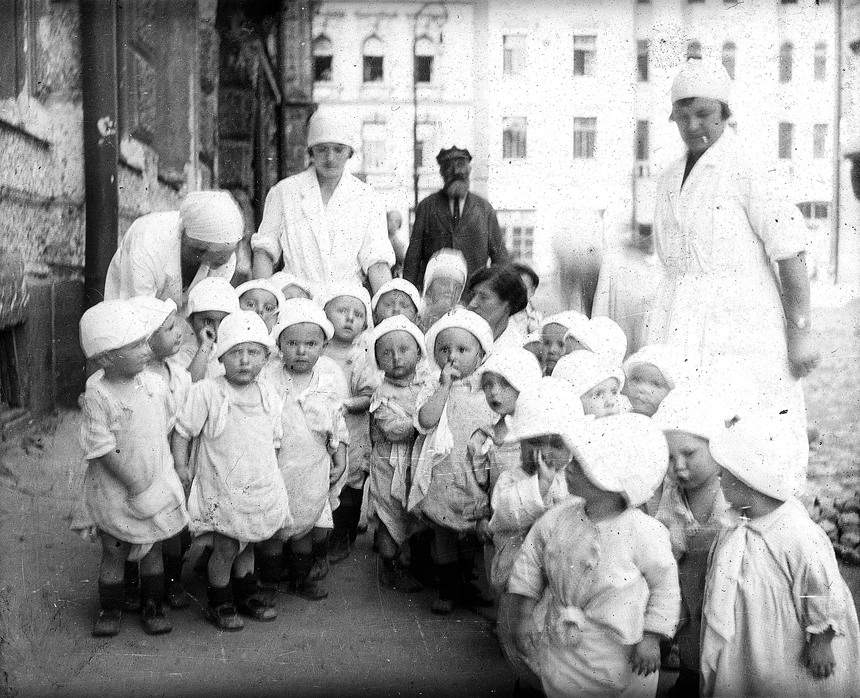
Детский сад на прогулке, Лахтинская улица, Ленинград, 1930-е годы

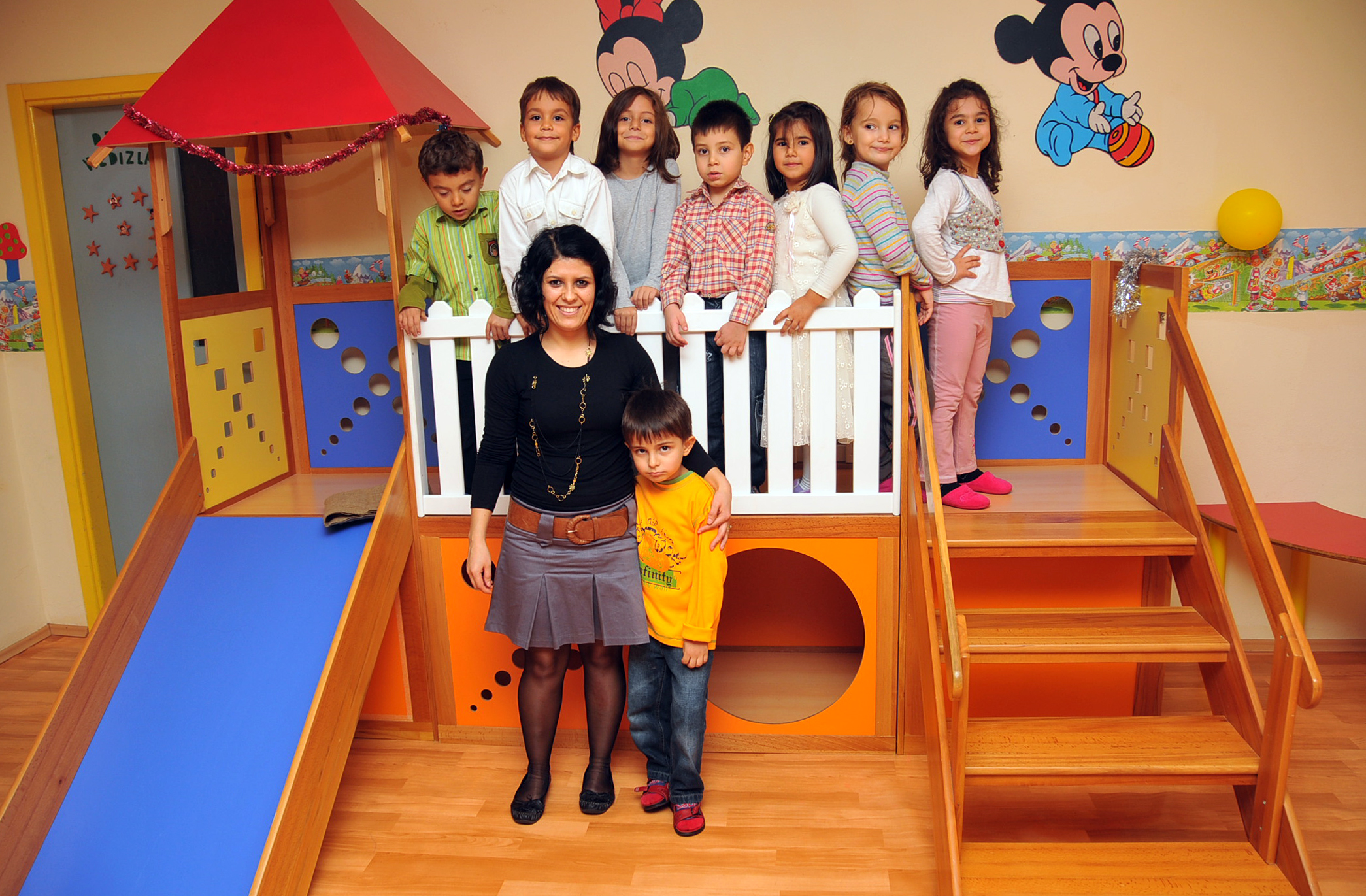
Шестилетний класс детского сада в Аланье (Турция)

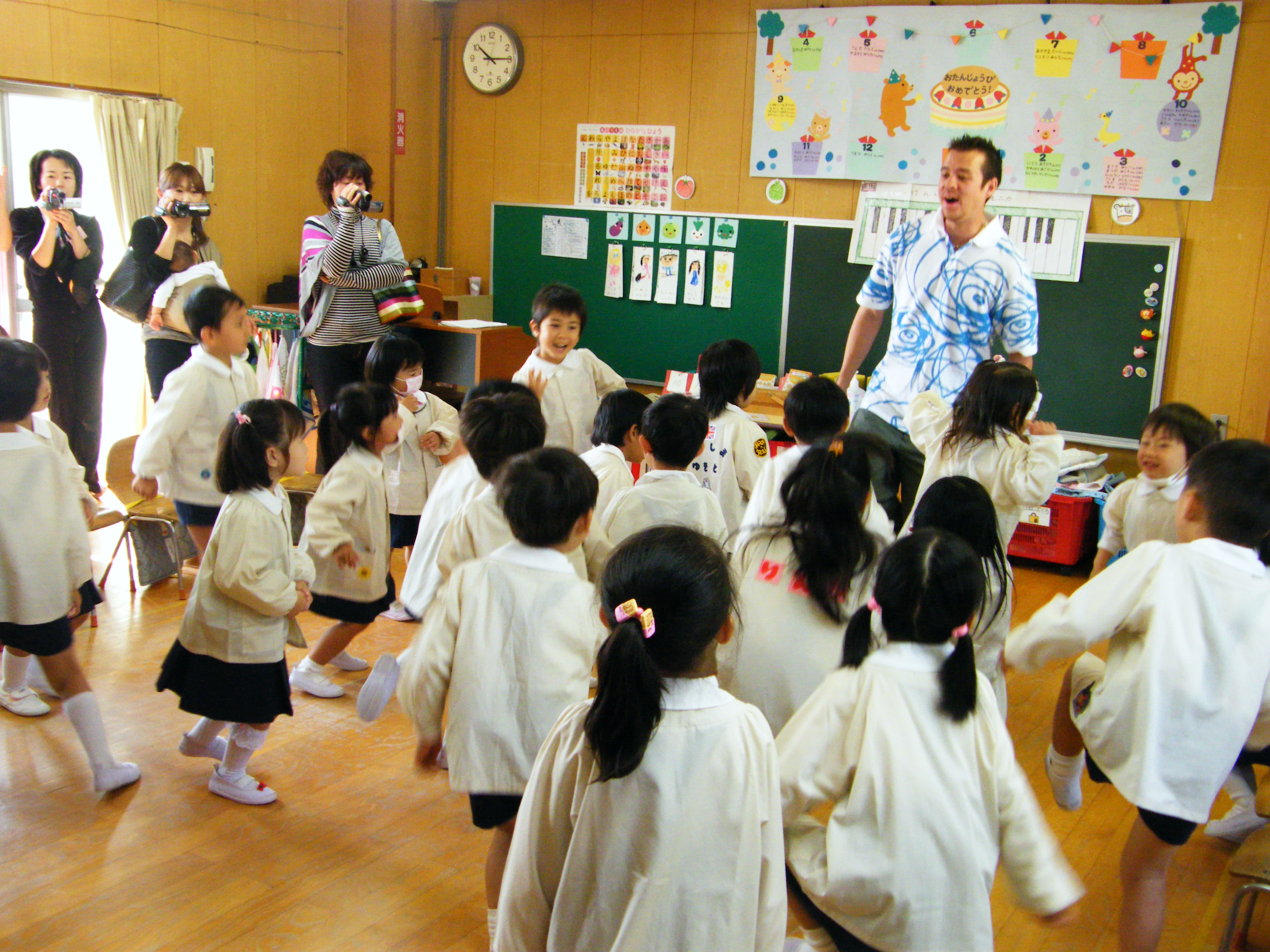
Родительский день в детском саду в Нагое (Япония, 2009 год)

Де́тский сад — учреждение для временного пребывания детей дошкольного возраста, а также комплекс таких учреждений. Детские сады как тип учреждений существуют в большинстве стран и являются обычно первым звеном в системе народного образования (не считая образования, полученного от родителей).
Система детских садов предназначена для массового, общедоступного решения проблемы занятости их родителей (для чего время работы детского сада в большинстве случаев совпадает с типовым рабочим графиком большинства профессий: с 7 до 19 часов пять дней в неделю). В системе детских садов осуществляется также минимальная подготовка детей к обучению в школе — на уровне первичных навыков чтения, письма и счёта.
Также в детском саду детям дают основу культурного поведения. Кроме подготовки к школе, там учат доброте и милосердию, рассказывают о моральных нормах и культурных ценностях.

## История

### Формирование концепции дошкольного воспитания
Как тип педагогического учреждения первый детский сад был организован в начале XIX века в Нью-Ланарке (Шотландия) социалистом-утопистом Р. Оуэном — так называемая «школа для маленьких детей».
Само название «Детский сад» (нем. Kindergarten) пришло из Германии, его придумал в 1837 году педагог Фридрих Вильгельм Август Фрёбель. Им же было создано учреждение для игр и занятий детей младшего возраста в городе Бад-Бланкенбурге. Это учреждение существовало всего около двух лет. Название «Детский сад» он придумал из соображений, что дети — цветы жизни, требующие умелого и тщательного ухода, и выращивать их должны садовницы.
Фрёбель видел в детском саде преимущественно школу матерей. Итальянский физиолог и врач Мария Монтессори предложила свой «Дом ребёнка» как замену и продолжение семейного воспитания с целью подготовить детей к жизни: научить самостоятельно одеваться, умываться, накрывать на стол, есть, отчасти готовить, мыть посуду, убирать комнату и свои игрушки, а также подготовить к школе, дав первоначальные навыки чтения и письма. Парты и скамейки Монтессори заменила лёгкой детской мебелью, которую дети сами могут переносить. Дети самостоятельно убирали за собой посуду после еды, умывались и ходили в туалет. Система Монтессори предполагала наличие в детском саду площадки для игр с уголком, отведённым для огорода, где имелись приспособленные для детей сельскохозяйственные орудия. По её концепции, в своём Детском доме малыши являются хозяевами и работниками. При этом она делала акцент на индивидуальном развитии чувств ребёнка, при котором взаимодействие детей в коллективе и собственно цели образования отходили на второй план. Поэтому российский педагог Сергей Иосифович Гессен критиковал Монтессори за механистичность, пренебрежение игрой и воображением, детским творческим началом, тогда как Фрёбель ориентировался на рост личности ребёнка, требующий всё усложняющегося и разностороннего материала, который «обращался бы к его душе, как к целому».
Гессен делает вывод о том, что «изолированность отдельных чувств, характеризующая систему Монтессори, по необходимости должна продолжаться и внутри детского общества, в отношениях детей друг к другу». Отвергая всякие наказания, Монтессори всё же признается в том, что методы принуждения применять приходится — например, изолируя шалунов в углу, вдали от детской компании.

Понятие образования определяется ею всецело материалом, подлежащим воспитанию. Что должно воспитать? — вот вопрос, который она только и ставит, естественно отвечая на него: надо воспитать в человеке всё, что только находит в нём физиология и психология! Поэтому она вполне последовательно включает в свою систему воспитания и воспитание, например, вкуса и обоняния, не задавая себе даже вопроса: для чего необходимо развитие этих чувств, какую цель может оно преследовать… Всесторонне развитой человек — это не тот, у которого развиты зрение, слух, осязание, обоняние, но прежде всего тот, кто приобщился ко всем ценностям культуры, то есть владеет методом научного мышления, понимает искусство, чувствует право, обладает хозяйственным складом деятельности. В этом отношении Фрёбель гораздо глубже понимал задачу образования ребёнка.
Гессен настаивает, что воспитание человека возможно только через правильно организованное принуждение. «Свободными — не рождаются, свободными — становятся!» — утверждает учёный.

### Детские сады в России

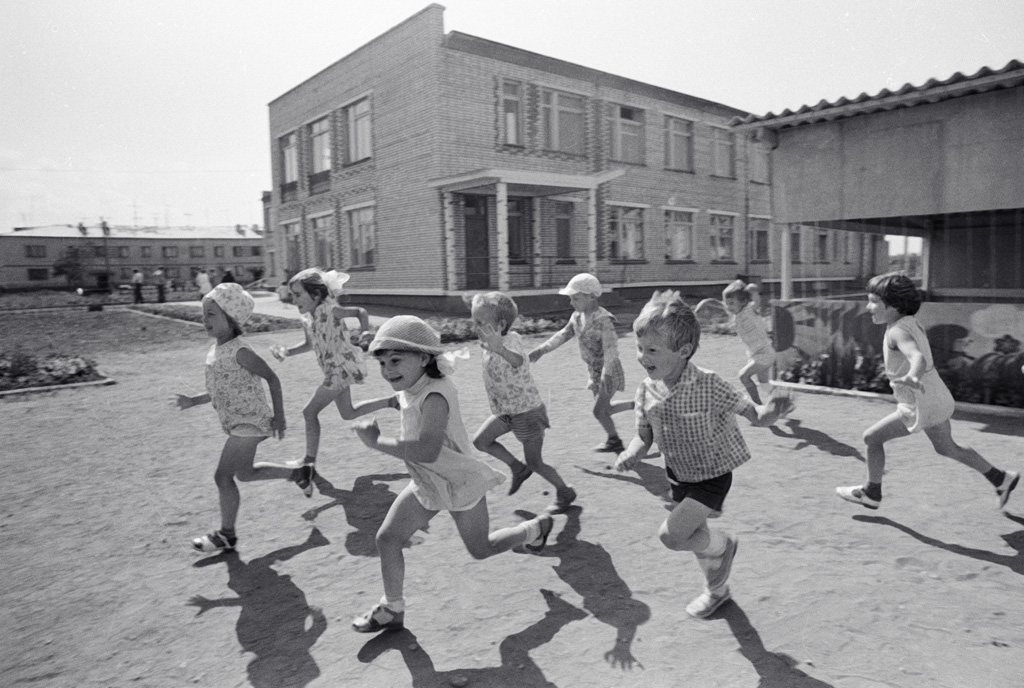
Советские дети на прогулке в детском саду

#### Первые детские учреждения
Данные о первых детских садах в Российской империи разноречивы. Некоторые источники указывают, что первое детское учреждение было открыто в Петербурге в 1816 году. Другие называют дату 15 мая 1837 года, когда при Демидовском доме трудолюбия были открыты дневные детские комнаты, где матери-работницы могли оставить детей под присмотром нянечек на полном обеспечении.
Поскольку именно в 1837 году Фридрих Фрёбель придумал название «детский сад», то заведения с таким наименованием в России впервые упоминаются с 1859 г. (г. Гельсингфорс), где был открыт платный детский сад. Эта инициатива приписывается преподавателю живописи и рисунка Францу Фридриху Седмиградскому, однако он скончался в 1855 году и лишь завещал свои средства на постройку школы или детского приюта, которые действительно были построены, однако, лишь в 1905 году и действуют поныне.
Второй садик в Петербурге в 1863 г. открыла жена профессора Петербургского университета С. А. Люгебиль, третий был открыт в Гельсингфорсе в 1863 г., четвёртый — в Петербурге в 1863 г. супругами Симонович. В учреждение Аделаиды Симонович дети принимались на 4 часа в день, однако уже через 3 года она была вынуждена закрыть свой садик из-за недостатка финансирования.
В Москве же первый детский сад был открыт только в 1866 г. при пансионе девиц Герке.
В период с 1866 по 1870 г. было открыто несколько платных детских садов частными лицами в Иркутске, Воронеже, Москве, Смоленске, Тифлисе, Санкт-Петербурге. В 1868—1869 годах в Москве были открыты четыре платных детских сада, принадлежавших Мамонтовой, Левенштерн, Соловьёвой и Римской-Корсаковой. В 1893 году в Москве было 7 платных частных детских садов для детей обоего пола (35 девочек и 21 мальчик). Все они находились при учебных заведениях и представляли собой подготовительные школы для детей самого младшего возраста.
В эти детские сады принимались дети от 3 до 8 лет. Там с ними занимались педагоги, дети играли в подвижные игры. Кроме этого, Симонович начала издавать журнал «Детский сад», в котором рассказывалось о дошкольном образовании.

#### Бесплатные детские сады
Первый бесплатный детский сад был открыт в России в 1866 г. Это было благотворительное учреждение при «Обществе дешёвых квартир для детей работниц Петербурга».
Там имелась швейная мастерская для пошива детского белья, кухня, прачечная, школа для детей. Более взрослые дети обучались священному писанию, молитвам, проводились различные ручные работы, такие как плетение, рисование, вырезание и многое другое.
В то же время Общество попечения о бедных и больных детях организовало ещё один народный детский сад, в котором наряду с выходцами из более состоятельных семей могли заниматься дети бедняков. Плата за посещение садика составляла 10 копеек в месяц, однако нуждающиеся были освобождены и от неё. Садик посещали 50 детей, за которыми ухаживали 2 воспитательницы.
Два народных детских сада за зиму обучали около 120 детей, а летом воспитанников становилось в несколько раз больше — до тысячи.

#### Концепция Залесской
Система дошкольных образовательных учреждений активно развивалась, и через три десятилетия в России появилось несколько десятков детских садов: платных и бесплатных, для дворян и интеллигенции, рабочих, а также приютов для сирот.
Ещё одну концепцию дошкольного воспитания реализовала Елизавета Петровна Залесская, открывшая в 1897 году дошкольное училище с целью оказать «помощь семье в воспитании детей и подготовке их к школьным занятиям. Детский сад должен научить ребёнка наблюдать, сознавать и говорить, развить ловкость руки посредством различных работ, ознакомить с формами и очертаниями предметов и т. д.». Её училище состояло из детского сада и элементарной школы и первоначально основывалось на идеях Фрёбеля, однако со временем Елизавета Петровна пересмотрела и творчески переработала их, дополнив педагогическими находками К. Д. Ушинского и Е. Н. Водовозовой.
Детский сад Залесской, как и у А. С. Симонович, делился на младшую и старшую группы. В младшей акцент делался на индивидуальную работу, в старшей программа включала обучение чтению, письму, арифметике, изучение естественной истории и природы, чтение рассказов и сказок, а также Священной истории, рассказы по картинкам, заучивание стихов и песен, уроки французского языка, рукоделие, рисование, лепку. Всё это перемежалось подвижными играми. Залесская акцентировала внимание на том, чтобы каждое занятие было сообразно уровню развития ребёнка и не утомляло его.
Е. П. Залесская стала первым в России методистом дошкольного образования, разработав программы и содержание образования для младшего и старшего отделений. Её детское училище проработало до 1907 года.

#### Подготовка кадров
Развитие детских садов потребовало подготовки кадров. Этим занялись Фрёбелевские общества, которые стали организовываться в разных городах России для подготовки «садовниц», а также выпуска детской литературы и проведения летнего досуга детей из малоимущих семей. В 1908 году в Киеве был открыт Фрёбелевский институт с трёхлетним курсом педагогического обучения садовниц, при котором также были организованы педагогические и психологические лаборатории и детские сады, где студентки могли проходить практику.
В начале XX века появились так называемые домашние детсады — детей приводили на квартиры участников проекта по очереди, а в качестве воспитателей выступали сами родители. В 1908 году в Петербурге было 16 таких садиков.
Всего к 1917 году в России работало 280 детских садов.

### Советское дошкольное воспитание
20 ноября 1917 года Коллегией Народного комиссариата по просвещению РСФСР была принята официальная «Декларация по дошкольному воспитанию». Этот документ гарантировал бесплатное образование и воспитание детей дошкольного возраста.
Первый педагогический факультет с дошкольным отделением был открыт в 1918 году в Московском государственном университете. Первая «Программа работы детского сада» вышла в 1934 году, а в 1938 году были опубликованы «Устав детского сада», определявший задачи работы, структуру и особенности функционирования дошкольных учреждений, и «Руководство для воспитателей детского сада», содержавшее методические указания по разделам работы с детьми.
В 1920—1930 годах в СССР в ходу был термин «детский очаг», или просто «очаг». Согласно определению, данному в БСЭ 1-го издания, очаг является детским садом с продлённым рабочим днём. Потребность удлинения времени пребывания детей в саду была вызвана максимальным вовлечением женщин-матерей в социалистическое строительство, участием их в общественной жизни.
В 1934 году была опубликована «Программа работы детского сада». В 1938 году вышли «Устав детского сада» и «Руководство для воспитателей детского сада».
В 1937 году в СССР при крупных заводах и предприятиях для детей их работников начали организовываться ведомственные детские сады. Многие из них финансировались и обеспечивались лучше, чем государственные детские учреждения. В 1938 году были утверждены штаты таких детских садов. В то же время появляется форма раннего ухода за детьми — ясли, куда принимали младенцев начиная с 2 месяцев, то есть по окончании декретного отпуска матери. Для продолжения грудного вскармливания матерям предоставлялись специальные перерывы в течение рабочего дня.
Всплеск количества мест в детских садах был вызван Великой Отечественной войной: к 1945 году количество детских дошкольных учреждений возросло до 25 тысяч против 14,3 тысячи в 1941 году.

Детский сад в Саратове, построен в 1980-е годы

К середине XX века более двух миллионов детей уже посещали детские сады.  В 1950-е годы стали проектировать и строить здания объединённых детских садов и яслей, рассчитанных на 140, 280 и 320 детей. В 1964 году был разработан единый для всех учреждений дошкольного образования документ, определяющий их программу работы.
При некоторых детсадах в СССР имелись загородные дачи, куда периодически вывозились дети.
На конец 1970 года насчитывалось 83 100 детских садов и яслей-садов, в которых воспитывалось 8 099 700 детей.

### Детские сады в современной России
В начале XXI века в России насчитывается более 45 тыс. детских дошкольных учреждений. Современная система дошкольного образования состоит из яслей, детских садов, групп кратковременного пребывания детей, центров дошкольного образования.

## Игры, обучение и труд в детском саду

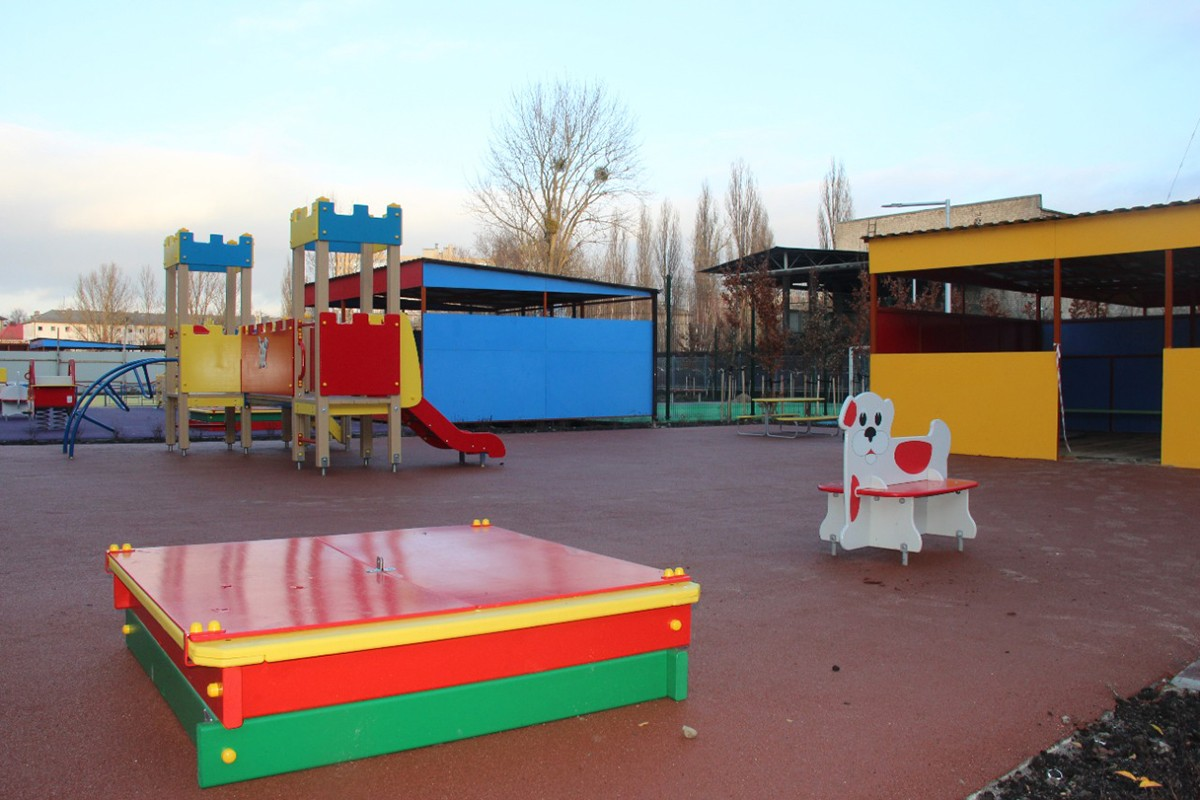
На территории детского сада. Калининградская область, Россия

Для детей дошкольного возраста игра имеет особое значение, поскольку игра для них — и учёба, и труд, и способ познания окружающего мира, и форма воспитания.

## Критика детских садов
Ещё при появлении первых детских садов общественность и учёные восприняли их настороженно. Николай Иванович Пирогов в книге «Вопросы жизни» указал, что «чрезмерная регламентация коллективных игр и забав делает детей несвободными». Другие врачи утверждали, что детские сады служат рассадниками болезней, и критиковали даже применяемые в них методы обучения: мол, занятия с кубиками и мячиками вредят зрению, а громкое хоровое пение — голосу. В то же время акцент на умственном развитии детей делает их нервными, уверяли специалисты.
Согласно некоторым американским и европейским исследованиям, во время пребывания в детском саду у детей повышается уровень кортизола[значимость факта?].
Психология привязанности[уточнить] считает, что до пяти лет ребёнок не в состоянии адекватно пережить разлуку с родителями на весь день. Поэтому если детский сад неизбежен, то пребывание там нужно пытаться смягчать рядом способов. В то же время в ряде стран дошкольное образование детей является обязательным с шести, а то и с трёх лет.
В детских садах встречается «травля» отдельных воспитанников, психологическое и физическое насилие.